# Gus Lawson

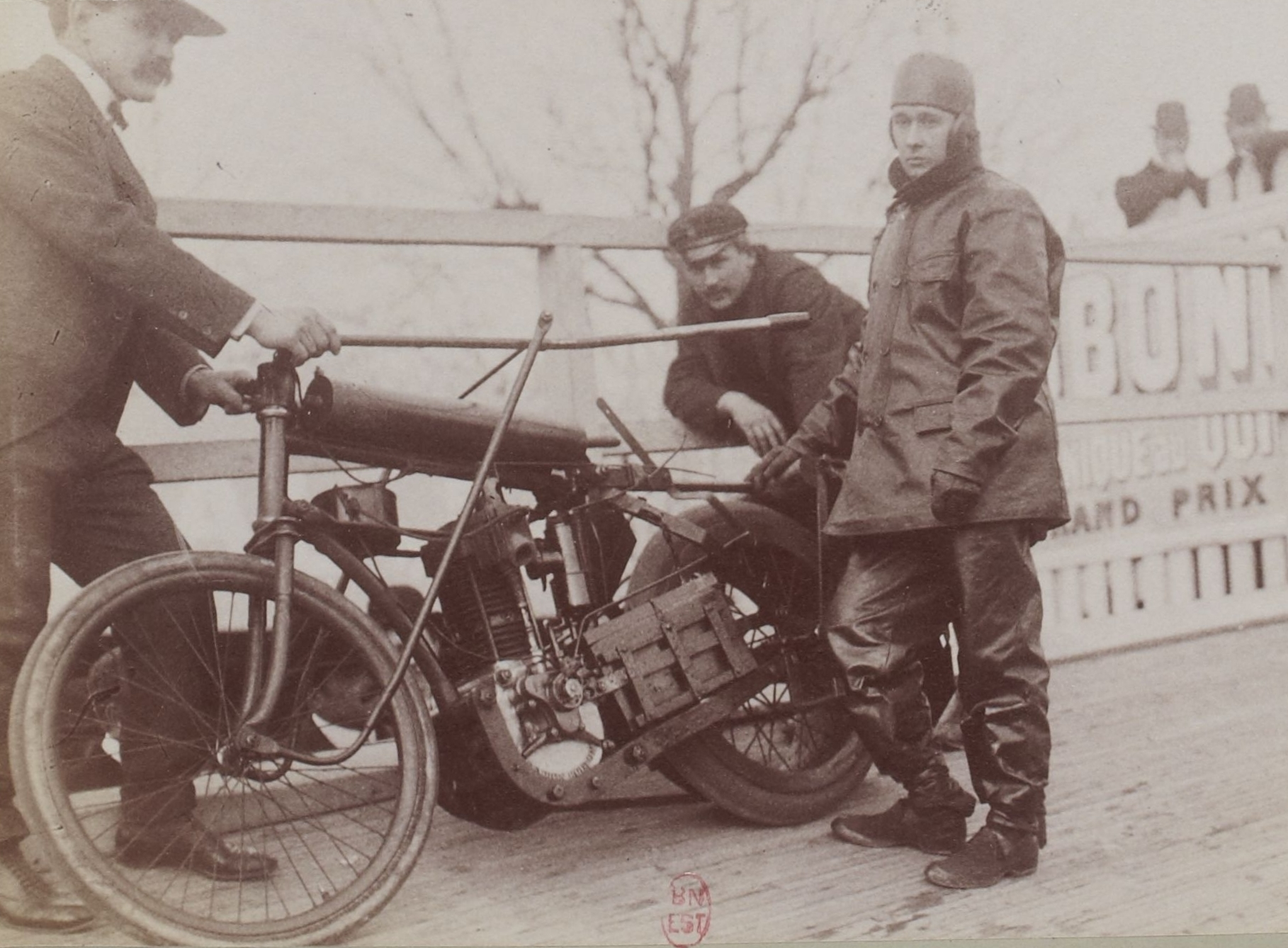
Gus Lawson (als Schrittmacher für Robert Walthour)

Gustaf Rudolf „Gus“ Lawson (geboren als Gustaf Rudolph Larsson; * 3. April 1882 in Norrköping; † 8. September 1913 in Köln) war ein US-amerikanischer Radrennfahrer der im Jahr 1900 einen Rekord im Bahnradfahren aufgestellt hat.

## Leben
Gus Lawson, geboren als Gustaf Rudolf Larsson, war ein Sohn von Lars Gustaf Larsson (* 1847; † um 1940) und dessen Ehefrau Emma Sofia, geborene Sundberg (1845–1888) aus Schweden. Gemeinsam mit seinen beiden Brüdern Iver Lawson und John Lawson (1872–1902), die ebenfalls Radrennfahrer waren, war er 1895 in die USA ausgewandert, wo sie sich in Chicago niederließen und dem „Swedish-American Cycling Club“ beitraten. Zu Beginn des Jahres 1900 kam er von Chicago, als er um die siebzehn Jahre alt war, nach Los Angeles, um auf der neuen Radrennbahn zu starten. Zu diesem Zeitpunkt nahm er erst seit zwei Jahren an Wettbewerben teil, wobei er im ersten Jahr noch als Amateur, hauptsächlich bei Straßenrennen in der Umgebung von Chicago, teilgenommen hatte.
In seinem zweiten Jahr wurde er Profifahrer, tat sich hervor und „nahm erfolgreich an vielen Veranstaltungen teil“. Von all diesen Erfolgen ist als größter sein dritter Platz beim „Kansas City Six Day Race“ zu nennen, bei dem er in den ersten 8 Stunden 165 Meilen (ca. 265,5 Kilometer) zurückgelegt haben soll. Am 8. April 1900 stellte er auf der Radrennbahn im Velodrom in Los Angeles eine neue Marke für den Stundenweltrekord (hinter Schrittmacher) auf, indem er eine Strecke von 55,723 km fuhr und den bisherigen Rekord um mehr als 3,2 km überbot.

## Unfall in Köln
Am 8. September 1913 fuhr Gus Lawson, von Rennkommentatoren auch „Gussie“ genannt, als Schrittmacher für den französischen Radrennfahrer und Weltmeister Paul Guignard während eines 100-Kilometer-Steher- bzw. Meisterschaftsrennens auf der Riehler Radrennbahn in Köln, wo Guignard gegen den Deutschen Richard Scheuermann mit seinem Schrittmacher und Landsmann Emil Meinhold antrat. Als während des Rennens ein Reifen an Lawsons Motorrad platzte und alle vier Fahrer auf den Boden der Strecke stürzten, erlitt Lawson innere Verletzungen sowie Schädel- und Armbrüche, worauf er kurze Zeit später verstarb. Auch Scheuermann, der ein Pionier des deutschen Profi-Radsports war, starb infolge des Unfalls am gleichen Tag. Schrittmacher Meinhold, der selbst schwere Verletzungen und Brandwunden erlitten hatte, wurde zwar zunächst als sterbend gemeldet, konnte jedoch nach einiger Zeit wieder genesen.

## Familie
Gus Lawson heiratete am 18. November 1910 in London Marie Emma Anna Muller, eine Schwester des Radrennfahrers Rodolfo Muller. Das Ehepaar lebte zunächst in Paris, später in Nanterre. Aus der Ehe gingen drei gemeinsame Kinder hervor.